# Клівленд (Північна Дакота)
Клівленд (англ. Cleveland) — місто (англ. city) в США, в окрузі Статсмен штату Північна Дакота. Населення — 57 осіб (2020).

## Географія
Клівленд розташований за координатами 46°53′26″ пн. ш. 99°7′12″ зх. д. / 46.89056° пн. ш. 99.12000° зх. д. (46.890418, -99.119964).  За даними Бюро перепису населення США в 2010 році місто мало площу 0,46 км², уся площа — суходіл. В 2017 році площа становила 0,55 км², уся площа — суходіл.

## Демографія
Згідно з переписом 2010 року, у місті мешкали 83 особи в 40 домогосподарствах у складі 21 родини. Густота населення становила 181 особа/км².  Було 54 помешкання (118/км²).
Расовий склад населення:
| - 100,0 % — білих |

До двох чи більше рас належало 0,0 %. Частка іспаномовних становила 0,0 % від усіх жителів.
За віковим діапазоном населення розподілялося таким чином: 21,7 % — особи молодші 18 років, 56,6 % — особи у віці 18—64 років, 21,7 % — особи у віці 65 років та старші. Медіана віку мешканця становила 44,5 року. На 100 осіб жіночої статі у місті припадало 130,6 чоловіків;  на 100 жінок у віці від 18 років та старших — 124,1 чоловіків також старших 18 років.
Середній дохід на одне домашнє господарство  становив 65 916 доларів США (медіана — 56 250), а середній дохід на одну сім'ю — 75 735 доларів (медіана — 80 000). Медіана доходів становила 60 156 доларів для чоловіків та 39 167 доларів для жінок. 
Цивільне працевлаштоване населення становило 52 особи. Основні галузі зайнятості: освіта, охорона здоров'я та соціальна допомога — 50,0 %, виробництво — 30,8 %, сільське господарство, лісництво, риболовля — 7,7 %, оптова торгівля — 3,8 %.